# Linia kolejowa Orsza – Krzyczew
Linia kolejowa Orsza – Krzyczew – linia kolejowa na Białorusi łącząca stację Orsza Centralna ze stacją Krzyczew I. Jest to fragment linii Orsza - Krzyczew - Uniecza.
Linia położona jest w obwodach witebskim i mohylewskim.
Linia jest niezelektryfikowana, z wyjątkiem odcinka Orsza Centralna – Orsza Wschodnia. Na całej długości linia jest jednotorowa.